# Borishanskiit
Borishanskiit ist ein ehemals anerkanntes, aber seit September 2022 diskreditiertes Mineral aus der Mineralklasse der „Sulfide und Sulfosalze“ mit der vereinfachten chemischen Zusammensetzung Pd(As,Pb)2 und damit chemisch gesehen ein Palladium-Arsenid, bei dem ein Teil des Arsens durch Blei ersetzt ist. Als enge Verwandte der Sulfide werden die Arsenide in dieselbe Klasse eingeordnet.
Borishanskiit kristallisiert im orthorhombischen Kristallsystem, konnte bisher aber nur als Einschlüsse in anderen Sulfiden in Form unregelmäßiger Körner bis etwa 150 μm Größe entdeckt werden. Das Mineral ist vollkommen undurchsichtig (opak) und zeigt auf den Oberflächen der stahlgrauen bis dunkelgrauen, poliert auch hellgrauen, Flächen einen metallischen Glanz.

## Etymologie und Geschichte
Erstmals entdeckt wurde Borishanskiit in der Grube Oktyabrsky (russisch Октябрьского; auch Oktyabr'skoye, Oktyabr'sky oder Oktyabr'skoe), einer Kupfer-Nickel-Sulfid-Lagerstätte bei Talnach (englisch Talnakh) etwa 60 km westlich vom Lamasee im Putorana-Gebirge auf der zum russischen Föderationsgebiet Sibirien gehörenden Taimyrhalbinsel. Die Erstbeschreibung erfolgte 1975 durch L. V. Razin, L. S. Dubakina, V. I. Meshchankina und V. D. Begizov (russisch Л. В. Разин, Л. С. Дубакина, В. И. Мещанкина, В. Д. Бегизов), die das Mineral nach der russischen Mineralogin Serafima Samoilowna Borischanskaja (russisch Серафимы Самойловны Боришанской, 1907–1988) benannten. Borischanskaja war eine der ersten Forscherinnen von Platinmineralien in der Region Norilsk.
Das Typmaterial des Minerals wird im Mineralogischen Museum der Russischen Akademie der Wissenschaften in Moskau aufbewahrt.
Bei neueren Analysen dieses Typmaterials erwies sich das Mineral als identisch mit Polarit (IMA-Nr. 1969-032) und wurde daher diskreditiert, da Polarit historische Priorität hat. Die Publikation der Diskreditierung unter der Antragsnummer IMA 22-D erfolgte am 31. August 2022 im Fachmagazin European Journal of Mineralogy.

## Klassifikation
Da der Borishanskiit erst 1974 als eigenständiges Mineral anerkannt und dies erst 1975 bzw. 1976 publiziert wurde, ist er in der letztmalig 1977 aktualisierten und publizierten 8. Auflage der Mineralsystematik nach Strunz noch nicht verzeichnet.
Im Lapis-Mineralienverzeichnis nach Stefan Weiß, das sich aus Rücksicht auf private Sammler und institutionelle Sammlungen noch nach dieser alten Form der Systematik von Karl Hugo Strunz richtet, erhielt das Mineral die System- und Mineral-Nr. II/D.21-05. In der „Lapis-Systematik“ entspricht dies der Klasse der „Sulfide und Sulfosalze“ und dort der Abteilung „Sulfide mit dem Stoffmengenverhältnis Metall : S,Se,Te < 1 : 1“, wo Borishanskiit zusammen mit Froodit und Urvantsevit eine eigenständige, aber unbenannte Gruppe bildet (Stand 2018).
Die von der International Mineralogical Association (IMA) zuletzt 2009 aktualisierte 9. Auflage der Strunz’schen Mineralsystematik ordnet den Borishanskiit ebenfalls in die Klasse der „Sulfide und Sulfosalze“, dort allerdings in die Abteilung der „Legierungen und legierungsartigen Verbindungen“ ein. Diese ist zudem weiter unterteilt nach den in der Verbindung vorherrschenden Metalle, so dass das Mineral entsprechend seiner Zusammensetzung in der Unterabteilung „Legierungen von Halbmetallen mit Platin-Gruppen-Elementen (PGE)“ zu finden ist, wo es als einziges Mitglied die unbenannte Gruppe 2.AC.45c bildet.
Auch die vorwiegend im englischen Sprachraum gebräuchliche Systematik der Minerale nach Dana ordnet den Borishanskiit in die Klasse der „Sulfide und Sulfosalze“ und dort in die Abteilung der „Sulfidminerale“ ein. Hier ist er als einziges Mitglied in der unbenannten Gruppe 02.12.16 innerhalb der Unterabteilung „Sulfide – einschließlich Seleniden und Telluriden – mit der Zusammensetzung AmBnXp, mit (m+n) : p = 1 : 2“ zu finden.

## Chemismus
Entsprechend der vereinfachten chemischen Zusammensetzung Pd(As,Pb)2 von Borishanskiit besteht das Mineral aus Palladium sowie aus Arsen und Blei, wobei die beiden in den runden Klammern angegebenen Elemente sich in der Formel jeweils gegenseitig vertreten (Substitution, Diadochie) können, zusammen jedoch immer im selben Stoffmengenverhältnis zum Palladium von 1 : 2 stehen.
Die bei der ersten durchgeführten Mikrosondenanalyse von 1975 am Typmaterial ergab einen Massenanteil von 29,8 Gew.-% Pd, 21,4 Gew.-% As und 50,4 Gew.-% Pb beziehungsweise 31,4 Gew.-% Pd, 19,8 Gew.-% As und 50,2 Gew.-% Pd sowie zusätzlich einen geringen Silberanteil von 1,1 Gew.-%. Daraus errechneten sich die beiden empirischen Formeln Pd1,08(As1,08Pb0,92) und (Pd1,16Ag0,04)(As1,04Pd0,96).
Diese wurden zur allgemeinen Formel Pd1+x(As,Pb)2 mit x < 0,2 idealisiert, die in der Form Pd1+x(As,Pb)2 (x = 0,0–0,2) zur Diskreditierung 2022 auch von der IMA anerkannt wurde.

## Kristallstruktur
Borishanskiit kristallisiert im orthorhombischen Kristallsystem in der Raumgruppe Ccm21 mit den Gitterparametern a = 7,18 Å, b = 8,62 Å und c = 10,66 Å sowie 16 Formeleinheiten pro Elementarzelle.

## Bildung und Fundorte
Borishanskiit bildet sich in sulfidischen Kupfer-Nickel-Erzen.
An seiner Typlokalität und dem bisher einzigen bekannten Fundort (Stand 2020), der Grube Oktyabrsky bei Talnach in Sibirien, trat das Mineral in Paragenese mit Atokit, Chalkopyrit, Cubanit, palladiumhaltigem Cuproaurid, Magnetit, Nickelin, Pentlandit, Pyrrhotin und Zvyagintsevit auf.